# Malva flava
Malva flava är en malvaväxtart som beskrevs av Friedrich Christoph Wilhelm Alefeld. Malva flava ingår i Malvasläktet som ingår i familjen malvaväxter. Inga underarter finns listade i Catalogue of Life.